# 나산실용예술중학교
나산실용예술중학교(羅山實用藝術中學校)는 대한민국 전라남도 함평군 나산면 삼축리에 있는 공립 중학교이다.

## 학교 연혁
- 2017년 12월 4일 : 설립인가 전라남도립학교 설치 조례 제1215호
- 2018년 3월 1일 : 제1대 정유하 교장 부임
- 2018년 3월 11일 : 나산실용예술중학교 개교
- 2018년 3월 11일 : 2018학년도 신입생 40명 입학
- 2021년 1월 3일 : 제1회 졸업 27명
- 2022년 3월 1일 : 제2대 선휘성 교장 부임
- 2025년 1월 10일 : 제5회 졸업 23명(총 118명)
- 2025년 3월 4일 : 2025학년도 신입색 20명 입학

## 참고 자료
- 나산실용예술중학교 - 한국교육학술정보원 학교알리미